# Pi2
Pi2 (eigentlich {\displaystyle \pi \ }²) ist eine 1998 gegründete spanische Progressive-Rock-Band.

## Geschichte
Sie wurde von dem national bekannten Produzenten und Keyboarder Pito Costa als eine Art Supergroup ins Leben gerufen. Eigentlich war es nur als einmaliges Projekt gedacht mit den Musikern Lluís Ribalta, Llís Casals, Albert Lleal und Oriol Camprodón, die vorher schon zusammengearbeitet hatten. Nach den positiven Reaktionen auf das erste Album Retorn entschloss sich Costa jedoch weiterzumachen und nahm zwei Jahre später den Nachfolger Dema sera un altre dia auf, mit fast komplett anderer Besetzung.
2005 spielten sie als Vorgruppe von RPWL und Fish beim AMAROK-Festival. Kurz darauf erschien das dritte Album, 2009 das vorerst letzte.
Die meisten der wechselnden Bandmitglieder verfolgen weiterhin ihre Solo- und anderen Bandprojekte, bleiben aber trotzdem Teil des Pi2-Projektes.
Der Stil der Band ist sinfonischer Progressive Rock mit folkloristischen Anleihen aus Spanien und Lateinamerika.

## Diskografie
Studioalben
- 1998: Retorn
- 2000: Dema sera un altre dia (Tomorrow’s Another Day)
- 2005: The Endless Journey
- 2009: Silent Running